# 圣彼得堡国立大学应用数学和过程控制系
圣彼得堡国立大学应用数学和过程控制系（俄语：Факультет прикладной математики — процессов управления Санкт-Петербургского государственного университета）成立于1969年10月10日。

## 历史
最初的教育方法委员会，由苏联科学院院士诺沃日洛夫·瓦伦丁·瓦连京诺维奇（Валенти́н Валенти́нович Новожи́лов）主持，成员包括列宁格勒国立大学校长同为苏联科学院院士的孔德拉季耶夫·基里尔·亚科夫列维奇（Кири́лл Я́ковлевич Кондра́тьев），院士克拉萨乌斯基·尼古拉·尼科莱耶维奇（Никола́й Никола́евич Красо́вский），吉洪诺夫·安德烈·尼科莱耶维奇，Ю. В.林尼克，白俄罗斯科学院院士Н. П.耶鲁金，教授Н. Г.巴力诺夫，弗拉基米尔·伊万诺维奇·祖博夫（Влади́мир Ива́нович Зу́бов），聂列宾·罗纳德·阿帕拉诺维奇（Нелепин Рональд Аполлонович），副教授Н. Е.基林，В. П.斯金托维奇。

## 教研室

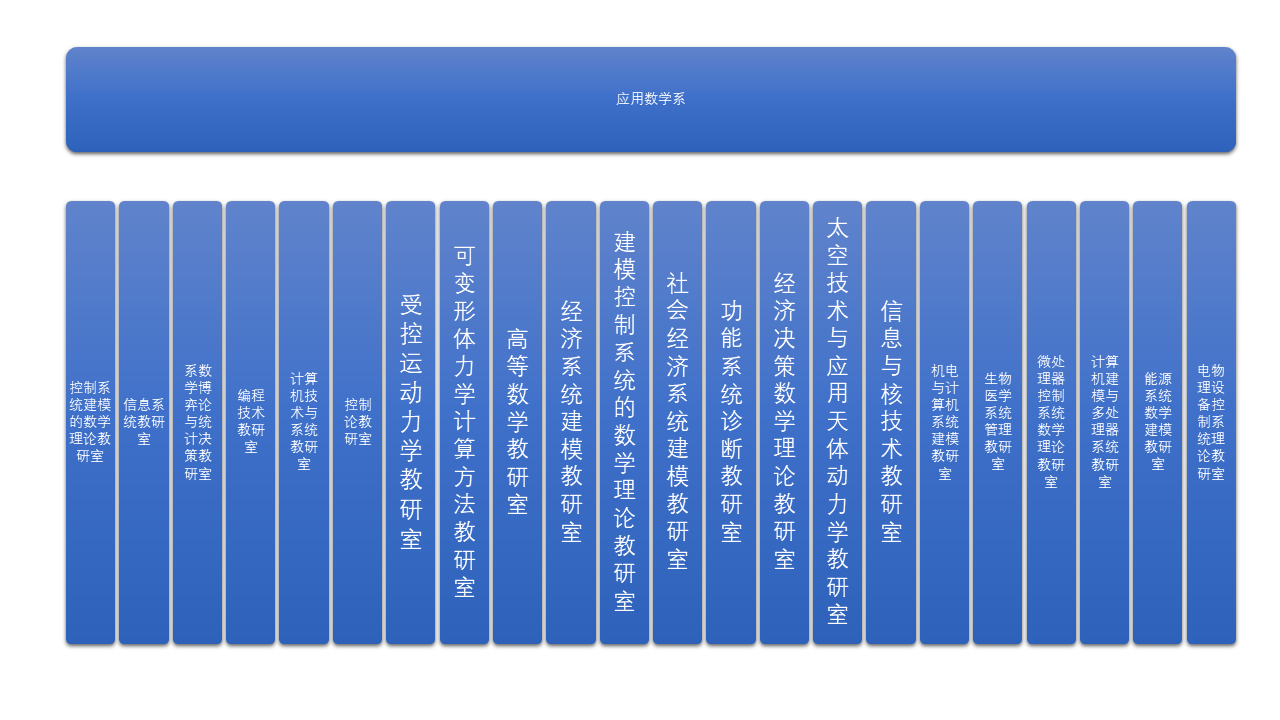
教研室结构图

目前应用数学与过程控制系共20个教研室
- 数学博弈论和统计解法教研室
- 控制论教研室
- 可操控运动的力学教研室
- 电子力学和电脑系统的建模教研室
- 经济解决办法的数学理论教研室
- 形变物体力学的计算方法教研室
- 高等数学教研室
- 动力系统的数学建模教研室
- 信息系统教研室
- 医疗-生物系统的控制教研室
- 经济系统建模教研室
- 控制系统建模的数学理论教研室
- 微过程控制系统的数学理论教研室
- 电子物理设备控制系统理论教研室
- 计算机建模和多过程系统教研室
- 编程技术教研室
- 社会-经济系统建模教研室
- 泛函系统诊断教研室
- 航天技术和应用天体动力学教研室
- 电脑技术和系统教研室

## 图册

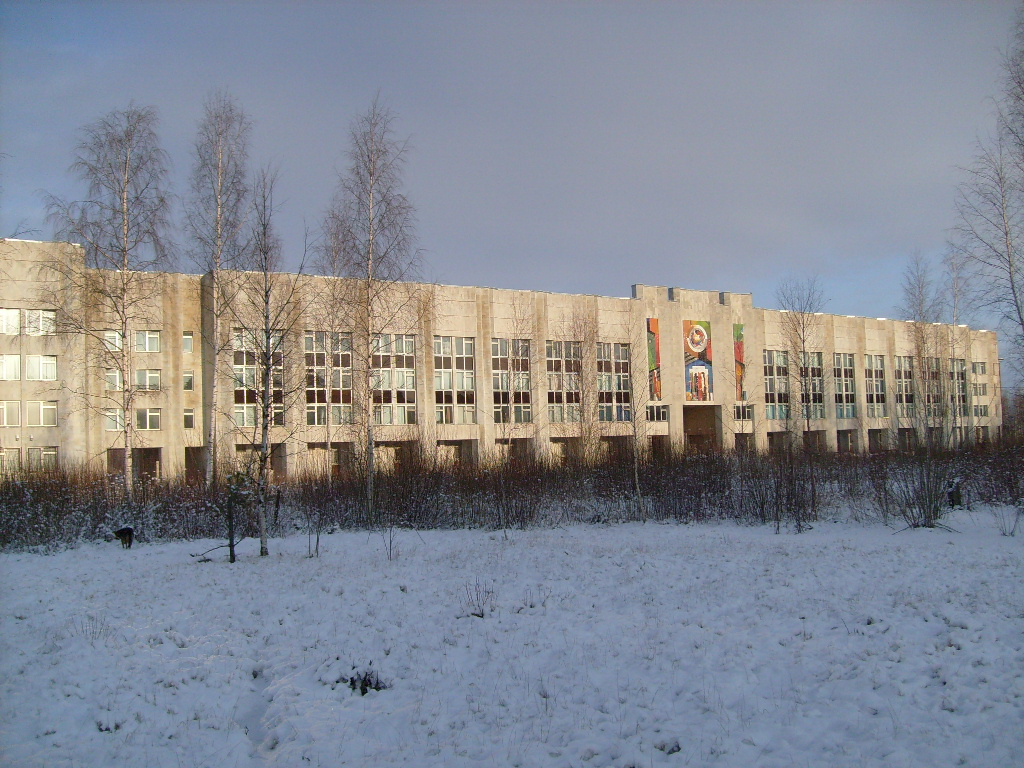
院系外观
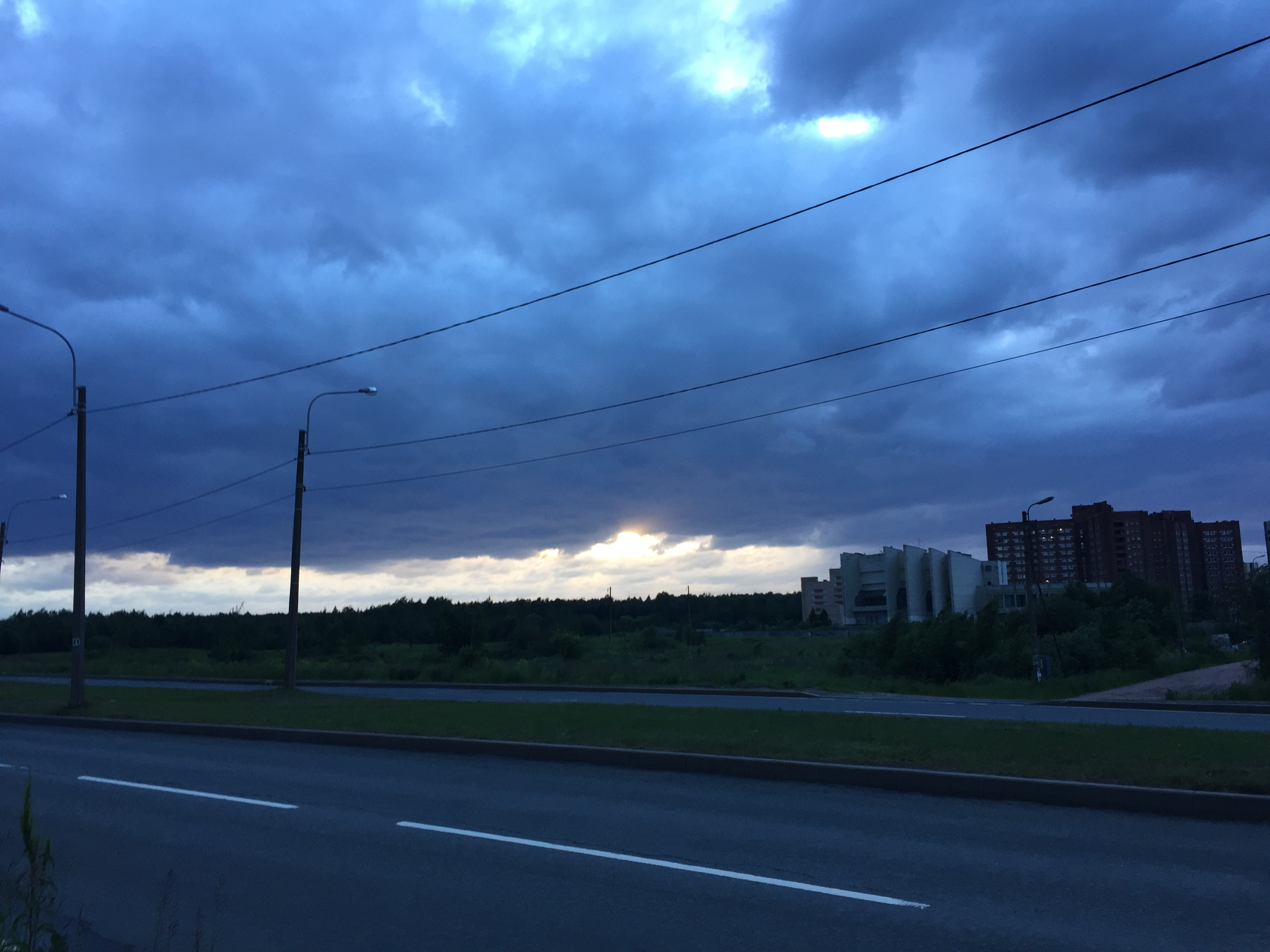
远眺宿舍区